# Northern Premier Football League

Regionale competities van Engeland.

De Northern Premier Football League, ook bekend onder de sponsornaam Pitching In Northern League, is een Engelse regionale voetbalcompetitie op het zevende en achtste niveau van de Engelse voetbalpiramide, oftewel het eerstvolgende niveau na de National League.
Sinds 2021 bestaat de Northern Premier League uit vier divisies: de Premier Division (niveau 7) en de Division One East, Division One West en Division One Midlands (niveau 8).
Geografisch bestrijkt de competitie heel Noord-Engeland, de noordelijke / centrale gebieden van de Midlands en westelijke delen van East Anglia. Het was oorspronkelijk een competitie met één divisie, maar in 1987 werd een tweede divisie toegevoegd: Division One, en in 2007 volgde een derde toen Division One werd opgesplitst in twee geografische secties - Division One North en Division One South. In 2018 werd Division One opnieuw ingedeeld als East en West, en vervolgens in North West en South East in 2019. Op 18 mei 2021 herstructureerde de FA de non-league voetbalpiramide en creëerde Division One East, -West en -Midlands.
De kampioen van de NPL Premier Division en winnaar van de play-offs worden gepromoveerd naar niveau 6 van de piramide (National League North of National League South).

## Geschiedenis
De Northern Premier League werd opgericht in 1968 als het noordelijke equivalent van de reeds decennia bestaande Southern League en Isthmian League. In die tijd vormden deze competities samen met de andere noordelijke competitie, de Northern League, het hoogste niveau na de Football League.
In de loop der jaren kreeg de Northern Premier League geleidelijk meer aanzien en uiteindelijk werd de competitie zelfs de belangrijkste regionale competitie in Noord-Engeland. De voorheen zo belangrijke Northern League werd daarmee gedevalueerd tot reservecompetitie. In 1979, toen de Alliance Premier League werd opgericht, werd de Northern Premier League echter zelf ook een reservecompetitie. Aangezien de nieuwe Alliance Premier League als geheel nieuw niveau direct onder de Football League werd geïntroduceerd, werd de Northern Premier League onderdeel van het zesde niveau. Toen in 2004 de Conference North en de Conference South werden opgericht, verhuisde de Northern Premier League nóg een niveau omlaag.
Van 1992 tot 1995 speelden er twee niet-Engelse clubs in de Division One van de competitie, te weten Caernarfon Town uit Wales en Gretna FC uit Schotland, die zich later bij het competitiesysteem van hun land voegden. Colwyn Bay, Bangor City, Newtown AFC en Rhyl FC hebben ook in de competitie gespeeld.

## Clubs in het seizoen 2025/26
In het seizoen 2025/26 maken de volgende clubs deel uit van de Northern Premier League:

### Premier Division
| Club                     | Stadion                        | Resultaat vorig seizoen                             |
| ------------------------ | ------------------------------ | --------------------------------------------------- |
| Ashton United            | Hurst Cross                    | 5e plaats                                           |
| Bamber Bridge            | Sir Tom Finney Stadium         | 13e plaats                                          |
| Cleethorpes Town         | Myenergi Stadium               | 1e plaats (gepromoveerd uit NPL Division One East)  |
| FC United of Manchester  | Broadhurst Park                | 17e plaats                                          |
| Gainsborough Trinity     | The Northolme                  | 7e plaats                                           |
| Guiseley                 | Nethermoor Park                | 4e plaats                                           |
| Hebburn Town             | Hebburn Sports & Social Ground | 14e                                                 |
| Hednesford Town          | Keys Park                      | 2e plaats (winnaar play-offs NPL Division One West) |
| Hyde United              | Ewen Fields                    | 9e plaats                                           |
| Ilkeston Town            | New Manor Ground               | 6e plaats                                           |
| Lancaster City           | Giant Axe                      | 18e plaats                                          |
| Leek Town                | Harrison Park                  | 15e plaats                                          |
| Morpeth Town             | Craik Park                     | 8e plaats                                           |
| Prescot Cables           | Valerie Park                   | 10e plaats                                          |
| Rushall Olympic          | Dales Lane                     | 22e plaats (gedegradeerd uit National League North) |
| Stocksbridge Park Steels |                                | 3e plaats (winnaar play-offs NPL Division One East) |
| Stockton Town            | Bishopton Road West            | 3e plaats                                           |
| Warrington Rylands 1906  | Gorsey Lane                    | 11e plaats                                          |
| Warrington Town          |                                | 23e plaats (gedegradeerd uit National League North) |
| Whitby Town              | Turnbull Ground                | 16e plaats                                          |
| Widnes                   | Halton Stadium                 | 1e plaats (gepromoveerd uit NPL Division One West)  |
| Workington               | Borough Park                   | 12e plaats                                          |

### Division One
| Division One East - Ashington - Bishop Auckland - Blyth Spartans - Blyth Town - Bradford (Park Avenue) - Bridlington Town - Brighouse Town - Consett - Dunston UTS - Emley - Garforth Town - Grimsby Borough - Hallam - Heaton Stannington - Lincoln United - Matlock Town - Newton Aycliffe - North Ferriby - Ossett United - Pontefract Collieries - Redcar Athletic - Silsden |  | Division One West - Atherton Collieries - Avro FC - Bootle - Bury - Chasetown - Clitheroe - Congleton Town - Darlaston Town - Kidsgrove Athletic - Lower Breck - Mossley - Nantwich Town - Newcastle Town - Runcorn Linnets - Shifnal Town - Sporting Khalsa - Stafford Rangers - Stalybridge Celtic - Trafford - Vauxhall Motors - Witton Albion - Wythenshawe Town |  | Division One Midlands - AFC Rushden & Diamonds - Anstey Nomads - Basford United - Bedworth United - Belper Town - Boldmere St. Michaels - Bourne Town - Carlton Town - Coleshill Town - Corby Town - Coventry Sphinx - Hinckley Leicester Road - Lichfield City - Long Eaton United - Loughborough Students - Mickleover - Racing Club Warwick - Rugby Borough - Shepshed Dynamo - St Neots Town - Sutton Coldfield Town - Wellingborough Town |  |  |

## Kampioenen
| Seizoen | Premier Division  |
| ------- | ----------------- |
| 1968/69 | Macclesfield Town |
| 1969/70 | Macclesfield Town |
| 1970/71 | Wigan Athletic    |
| 1971/72 | Stafford Rangers  |
| 1972/73 | Boston United     |
| 1973/74 | Boston United     |
| 1974/75 | Wigan Athletic    |
| 1975/76 | Runcorn           |
| 1976/77 | Boston United     |
| 1977/78 | Boston United     |
| 1978/79 | Mossley           |
| 1979/80 | Mossley           |
| 1980/81 | Runcorn           |
| 1981/82 | Bangor City       |
| 1982/83 | Gateshead         |
| 1983/84 | Barrow            |
| 1984/85 | Stafford Rangers  |
| 1985/86 | Gateshead         |
| 1986/87 | Macclesfield Town |

Met ingang van het het seizoen 1987/88 werd Division One toegevoegd.
| Seizoen | Premier Division   | Division One           |
| ------- | ------------------ | ---------------------- |
| 1987/88 | Chorley            | Fleetwood Town         |
| 1988/89 | Barrow             | Colne Dynamoes         |
| 1989/90 | Colne Dynamoes     | Leek Town              |
| 1990/91 | Witton Albion      | Whitley Bay            |
| 1991/92 | Stalybridge Celtic | Colwyn Bay             |
| 1992/93 | Southport          | Bridlington Town       |
| 1993/94 | Marine             | Guiseley               |
| 1994/95 | Marine             | Blyth Spartans         |
| 1995/96 | Bamber Bridge      | Lancaster City         |
| 1996/97 | Leek Town          | Radcliffe Borough      |
| 1997/98 | Barrow             | Whitby Town            |
| 1998/99 | Altrincham         | Droylsden              |
| 1999/00 | Leigh RMI          | Accrington Stanley     |
| 2000/01 | Stalybridge Celtic | Bradford (Park Avenue) |
| 2001/02 | Burton Albion      | Harrogate Town         |
| 2002/03 | Accrington Stanley | Alfreton Town          |
| 2003/04 | Hucknall Town      | Hyde United            |
| 2004/05 | Hyde United        | North Ferriby United   |
| 2005/06 | Blyth Spartans     | Mossley                |
| 2006/07 | Burscough          | Buxton                 |

Met ingang van het seizoen 2007/08 werd Division One gesplitst in Division One North en Division One South.
| Seizoen  | Premier Division        | Division One North     | Division One South                 |
| -------- | ----------------------- | ---------------------- | ---------------------------------- |
| 2007/08  | Fleetwood Town          | Bradford (Park Avenue) | Retford United (niet gepromoveerd) |
| 2008/09  | Eastwood Town           | Durham City            | Retford United                     |
| 2009/10  | Guiseley                | Halifax Town           | Mickleover Sports                  |
| 2010/11  | Halifax Town            | Chester                | Barwell                            |
| 2011/12  | Chester                 | Fylde                  | Grantham Town                      |
| 2012/13  | North Ferriby United    | Skelmersdale United    | King's Lynn Town                   |
| 2013/14  | Chorley                 | Curzon Ashton          | Halesowen Town                     |
| 2014/15  | FC United of Manchester | Salford City           | Mickleover Sports                  |
| 2015/16  | Darlington 1883         | Warrington Town        | Stafford Rangers                   |
| 2016/17  | Blyth Spartans          | Lancaster City         | Shaw Lane                          |
| 2017/18  | Altrincham              | South Shields          | Basford United                     |
| Seizoen  | Premier Division        | Division One East      | Division One West                  |
| 2018/19  | Farsley Celtic          | Morpeth Town           | Atherton Collieries                |
| 2019/201 | South Shields           | Leek Town              | Workington                         |
| 2020/212 | Mickleover              | Colne                  | Leek Town                          |

Met ingang van het seizoen 2021/22 werd Division One gesplitst in Division One East, Division One West en Division One Midlands.
| Seizoen | Premier Division | Division One East | Division One West       | Division One Midlands |
| ------- | ---------------- | ----------------- | ----------------------- | --------------------- |
| 2021/22 | Buxton           | Liversedge        | Warrington Rylands 1906 | Ilkeston Town         |
| 2022/23 | South Shields    | Worksop Town      | Macclesfield            | Stamford              |
| 2023/24 | Radcliffe        | Hebburn Town      | Leek Town               | Spalding United       |
| 2024/25 | Macclesfield     | Cleethorpes Town  | Widnes                  | Quorn                 |

## Bekercompetities
De competitie kent één bekercompetitie, de League Challenge Cup, die door elke club in de competitie wordt betwist. In het verleden heeft de competitie nog drie andere bekercompetities georganiseerd: de President's Cup, Chairman's Cup en Peter Swales Shield. Voor een overzicht van winnaars, zie hier.